# König-Abdallah-Kanal

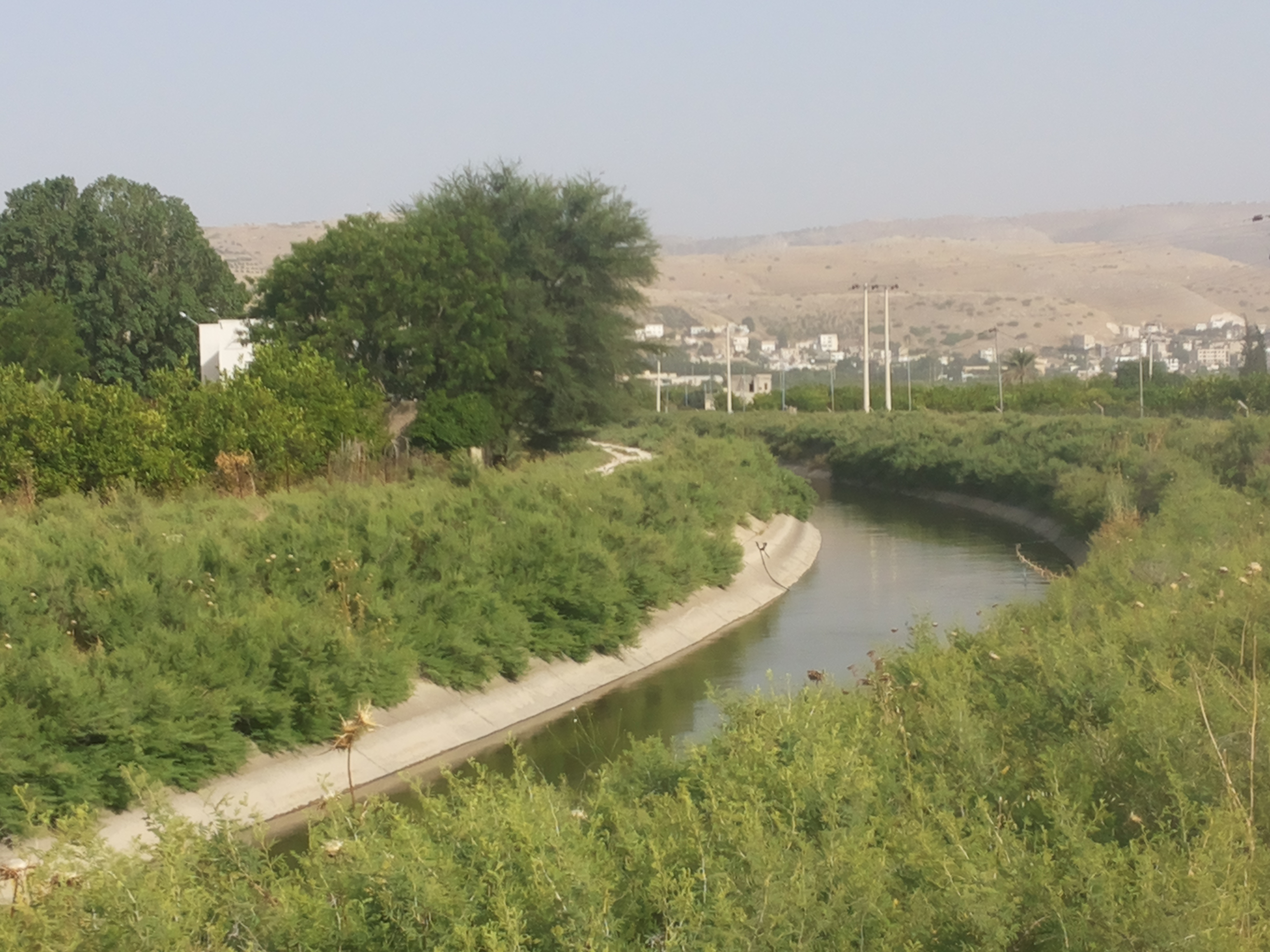
Der König-Abdallah-Kanal

Der König-Abdallah-Kanal (arabisch قناة الملك عبد الله, DMG Qanāt al-Malik ʿAbd Allāh) ist der längste Bewässerungskanal in Jordanien.

## Geografie und Wasserhaushalt
Er verläuft ca. zwei bis drei Kilometer östlich des Jordan und parallel zu diesem. Die Kapazität des Kanals beträgt 20 m³/s am nördlichen Zulauf und 2,3 m³/s an seinem südlichen Ende. Das Wasser fließt durch ein natürliches Gefälle entlang seiner 110 km langen Gesamtstrecke und überwindet dabei einen Höhenunterschied von etwa 170 Meter, beginnend bei einer Höhe von etwa 230 Meter unter dem Meeresspiegel hinab bis auf fast 400 Meter unter den Meeresspiegel. Sein Wasser bezieht er überwiegend aus dem Jarmuk und zu einem kleinen Teil aus dem Nahr ez-Zarqa.

## Geschichte
Der Kanal wurde in den Jahren 1959 bis 1961 gebaut. In der Vergangenheit war er bekannt als East Ghor Main Kanal, 1987 wurde er zu Ehren von Abdallah ibn Husain I. von Jordanien in König-Abdallah-Kanal umbenannt.